# Bogoljub Šijaković
Bogoljub Šijaković, cyr. Богољуб Шијаковић (ur. 6 sierpnia 1955 w Nikšiciu) – serbski filozof, nauczyciel akademicki i polityk, profesor, minister do spraw religijnych w rządach federalnym i serbskim.

## Życiorys
Absolwent filozofii na Uniwersytecie w Belgradzie (1981). Na tej samej uczelni w tej dziedzinie uzyskiwał magisterium (1986) i doktorat (1989). Z zawodu nauczyciel akademicki, związany z Wydziałem Teologii Prawosławnej Uniwersytetu w Belgradzie, od 2003 na stanowisku profesora zwyczajnego. Autor licznych publikacji z zakresu filozofii.
W 1989 brał udział w utworzeniu w Serbii Partii Demokratycznej Dragoljuba Mićunovicia. W 1990 w Czarnogórze współtworzył Partię Ludową Novaka Kilibardy. Nie prowadził jednak szerszej aktywności politycznej. Powołany w skład rady koronnej księcia Aleksandra Karadziordziewicia.
W latach 2000–2001 był ministrem do spraw religijnych w rządzie Federalnej Republiki Jugosławii kierowanym przez Zorana Žižicia (2000–2001) (stanowisko to objął z rekomendacji ugrupowania czarnogórskich Serbów). Później do 2003 pełnił funkcję sekretarza stanu w administracji federalnej. Od lipca 2008 do marca 2011 sprawował urząd ministra do spraw religijnych w gabinecie Mirka Cvetkovicia.